# Yonaguni (Okinawa)
Yonaguni (与那国町?, Yonaguni-chō, lingua yonaguni: Dunan, lingua di Yaeyama: Yunōn, lingua di Okinawa: Yunaguni) è una cittadina del Giappone che si trova nella parte sud-occidentale della prefettura di Okinawa. È la municipalità del Giappone situata più ad ovest, a soli 111 chilometri dalle coste di Taiwan. Insieme al comune di Taketomi, forma il distretto di Yaeyama, una suddivisione che non ha connotati amministrativi ma prevalentemente geografici. Il territorio comunale è composto unicamente dall'intera isola omonima, che comprende tre centri abitati e diverse aree isolate.

## Storia
Le rovine del villaggio di Shima Nakamura sono relative ad un insediamento precedente al XVI secolo, quando la comunità locale era guidata dalla regina Sanai Isoba. Sebbene non ci siano testimonianze storiche attendibili sulla sua esistenza, la tradizione isolana vuole che Sanai Isoba, nel 1500, abbia guidato gli abitanti di Yonaguni nel respingere un tentativo di invasione di un'armata di Yaeyama.
Nel 1522, Yonaguni viene conquistata dalle armate di Okinawa, ed entra a far parte del Regno delle Ryūkyū. Quando questo stato viene sottomesso dal Giappone, nel 1872, l'isola entra a far parte del neonato han delle Ryūkyū. Nel 1879, con l'annessione formale delle Ryūkyū al Giappone, lo han delle Ryūkyū diventa la prefettura di Okinawa e Yonaguni viene inserita in un'unità amministrativa chiamata magiri (間切?).
Nel 1908 il sistema dei magiri viene abolito e l'isola entra a far parte dello Yaeyama-son, una municipalità che prende il nome di villaggio (村?, son), comprendente le isole dell'arcipelago Yaeyama. Nel 1914, lo Yaeyama-son viene smembrato in diversi villaggi e Yomagumi diventa una municipalità autonoma con il nome di Yomagumi-son.
Pur conservando tale status, dopo l'occupazione americana delle isole a seguito della battaglia di Okinawa, durante la seconda guerra mondiale, nel 1945 Yomaguni-son viene posto sotto il controllo dell'amministrazione civile statunitense delle isole Ryūkyū. Nel 1948, il villaggio Yonaguni-son acquisisce lo status di cittadina (町?, chō) che ancora oggi conserva, e diventa Yonaguni-chō. Con la riconsegna delle Ryūkyū al Giappone, avvenuta nel 1972, la prefettura di Okinawa riprende il controllo dell'arcipelago.
L'isola divenne famosa alla fine del XX secolo, dopo che venne scoperta sui fondali marini al largo delle sue coste meridionali una grande struttura in pietra conosciuta come Monumento di Yonaguni. La scoperta avvenne nel 1987, quando una squadra di subacquei scoprì per caso quella che sembrò una struttura architettonica, una parte della quale è stretta tra due pilastri che si innalzano a otto metri dalla superficie. Nel suo insieme, le strutture rinvenute richiamano le piramidi egiziane.
La singolare conformazione delle rocce che compongono il "monumento", ha dato luogo ad una controversia sulla sua origine. Secondo alcuni studiosi, sarebbe frutto del lavoro dell'uomo, ipotesi che comporterebbe l'esistenza di un'antica civiltà scomparsa. Secondo altri scienziati, le cause che hanno portato alla sua formazione sono di esclusiva origine geologica e naturale. La scoperta della struttura sommersa richiama tuttora nell'isola geologi, scienziati e soprattutto appassionati di immersioni subacquee.

## Clima
| Yonaguni (1991-2020) Fonte: JMA  | Mesi        | Mesi        | Mesi        | Mesi        | Mesi        | Mesi        | Mesi        | Mesi        | Mesi        | Mesi        | Mesi        | Mesi        | Stagioni | Stagioni | Stagioni | Stagioni | Anno    |
| Yonaguni (1991-2020) Fonte: JMA  | Gen         | Feb         | Mar         | Apr         | Mag         | Giu         | Lug         | Ago         | Set         | Ott         | Nov         | Dic         | Inv      | Pri      | Est      | Aut      | Anno    |
| -------------------------------- | ----------- | ----------- | ----------- | ----------- | ----------- | ----------- | ----------- | ----------- | ----------- | ----------- | ----------- | ----------- | -------- | -------- | -------- | -------- | ------- |
| T. max. media (°C)               | 20,7        | 21,3        | 23,0        | 25,5        | 28,0        | 30,3        | 31,7        | 31,4        | 30,0        | 27,8        | 25,3        | 22,2        | 21,4     | 25,5     | 31,1     | 27,7     | 26,4    |
| T. media (°C)                    | 18,5        | 19,0        | 20,5        | 23,0        | 25,4        | 27,9        | 28,9        | 28,7        | 27,5        | 25,4        | 23,1        | 20,1        | 19,2     | 23,0     | 28,5     | 25,3     | 24,0    |
| T. min. media (°C)               | 16,6        | 17,0        | 18,3        | 20,9        | 23,4        | 26,0        | 26,8        | 26,4        | 25,3        | 23,6        | 21,3        | 18,2        | 17,3     | 20,9     | 26,4     | 23,4     | 22,0    |
| T. max. assoluta (°C)            | 27,5 (1977) | 27,7 (2019) | 29,0 (2013) | 30,4 (2019) | 33,1 (2018) | 34,2 (2021) | 35,5 (2020) | 34,6 (2014) | 34,4 (2014) | 33,9 (2017) | 30,2 (2015) | 28,0 (2018) | 28,0     | 33,1     | 35,5     | 34,4     | 35,5    |
| T. min. assoluta (°C)            | 7,7 (1967)  | 8,4 (1987)  | 9,0 (1987)  | 12,1 (1972) | 15,0 (1971) | 17,6 (1982) | 21,9 (1976) | 21,7 (1974) | 18,2 (1966) | 16,2 (1968) | 11,4 (1992) | 9,1 (1967)  | 7,7      | 9,0      | 17,6     | 11,4     | 7,7     |
| Giorni di calura (Tmax ≥ 30 °C)  | 0,0         | 0,0         | 0,0         | 0,3         | 5,1         | 19,5        | 28,3        | 27,4        | 17,0        | 3,4         | 0,1         | 0,0         | 0,0      | 5,4      | 75,2     | 20,5     | 101,1   |
| Nuvolosità (okta al giorno)      | 8,8         | 8,6         | 8,3         | 8,3         | 7,7         | 7,8         | 6,3         | 6,3         | 6,9         | 7,2         | 7,8         | 8,6         | 8,7      | 8,1      | 6,8      | 7,3      | 7,7     |
| Precipitazioni (mm)              | 187,2       | 163,6       | 163,7       | 153,0       | 207,3       | 162,3       | 125,3       | 213,0       | 285,7       | 238,5       | 222,6       | 200,8       | 551,6    | 524,0    | 500,6    | 746,8    | 2 323,0 |
| Giorni di pioggia                | 15,8        | 13,6        | 13,4        | 11,1        | 11,3        | 9,3         | 8,4         | 10,4        | 11,7        | 10,8        | 13,6        | 15,7        | 45,1     | 35,8     | 28,1     | 36,1     | 145,1   |
| Giorni di nebbia                 | 0,0         | 0,1         | 0,0         | 0,1         | 0,1         | 0,3         | 0,1         | 0,0         | 0,2         | 0,0         | 0,0         | 0,0         | 0,1      | 0,2      | 0,4      | 0,2      | 0,9     |
| Umidità relativa media (%)       | 75          | 76          | 77          | 79          | 81          | 83          | 80          | 81          | 79          | 75          | 76          | 74          | 75       | 79       | 81,3     | 76,7     | 78      |
| Ore di soleggiamento mensili     | 52,8        | 60,3        | 88,1        | 104,7       | 142,3       | 182,3       | 257,9       | 227,4       | 180,9       | 132,2       | 86,0        | 59,0        | 172,1    | 335,1    | 667,6    | 399,1    | 1 573,9 |
| Pressione a 0 metri s.l.m. (hPa) | 1 015,7     | 1 014,7     | 1 012,6     | 1 009,5     | 1 006,0     | 1 003,2     | 1 002,7     | 1 001,8     | 1 004,8     | 1 009,7     | 1 013,2     | 1 015,7     | 1 015,4  | 1 009,4  | 1 002,6  | 1 009,2  | 1 009,1 |
| Tensione di vapore (hPa)         | 16,2        | 17,1        | 18,9        | 22,6        | 26,6        | 31,2        | 32,0        | 31,8        | 29,0        | 24,7        | 21,6        | 17,6        | 17,0     | 22,7     | 31,7     | 25,1     | 24,1    |
| Vento (direzione-m/s)            | NNE 7,9     | NNE 7,6     | NNE 6,9     | NNE 6,2     | S 5,3       | S 5,5       | S 5,5       | S 5,2       | NNE 6,3     | NNE 7,7     | NNE 7,6     | NNE 8,2     | 7,9      | 6,1      | 5,4      | 7,2      | 6,7     |